# کریستن بیورن
کریستن بیورن (انگلیسی: Kristen Bjorn؛ زاده ۱۲ اکتبر ۱۹۵۷) یک بازیگر پورنوگرافی اهل بریتانیا است.